# Marajoarakulturen
Marajoarakulturen var et præcolumbiansk samfund, der blomstrede på øen Marajó ved udmundingen af Amazonasfloden fra omkring 800-1400 e.Kr.
| Folkeslag | Spire Denne artikel om folkeslag eller etnografi er en spire som bør udbygges. Du er velkommen til at hjælpe Wikipedia ved at udvide den. |